# Tucker Albrizzi
Tucker Albrizzi (Palm Harbor, Florida, 25 de febrero de 2000) es un actor, artista de voz y comediante estadounidense. Es conocido principalmente por interpretar a Tyler Duncan en la serie Big Time Rush. Sus padres son Keith Albrizzi y Claudine Andrews. Tucker pasa el tiempo tanto en Tampa, Florida como en Los Ángeles, California. Tiene dos hermanos y una hermana.

## Filmografía
| Año       | Serie/Película                         | Personaje         | Notas                                                  |  |
| --------- | -------------------------------------- | ----------------- | ------------------------------------------------------ |  |
| 2009      | Uploading to Angels                    | Freddie           | Película                                               |  |
| 2009      | Bless This Mess                        | Michael           | Película de TV                                         |  |
| 2009      | The Jay Leno Show                      | Flunker           | Serie de TV                                            |  |
| 2009      | The Office                             | Son               | Serie de TV                                            |  |
| 2009—2012 | Big Time Rush                          | Tyler Duncan      | personaje recurrente, serie de TV Nickelodeon          |  |
| 2010      | Dark Blue                              | Marky             | Serie de TV                                            |  |
| 2010      | Childrens Hospital                     | Kid               | Serie de TV                                            |  |
| 2010      | Micky y Molly                          | Tucker            | Serie de TV                                            |  |
| 2010      | Desperate Housewives                   | Ricky             | Serie de TV                                            |  |
| 2010      | Tim and Eric Awesome Show, Great Job!  | Jammer Kid 1      | Serie de TV                                            |  |
| 2010      | Brothers and Sisters                   | Kid playing Tyblt | Serie de TV                                            |  |
| 2010—2013 | Good Luck Charlie                      | Jake              | personaje recurrente, serie de TV Disney Channel       |  |
| 2011      | Alvin and the Chipmunks: Chipwrecked 3 | extra             | extra, película Sony                                   |  |
| 2012      | Lab Rats                               | Gonzo             | papel recurrente, serie de TV Disney XD                |  |
| 2012      | ParaNorman                             | Neil Downe        | personaje principal, película para cines               |  |
| 2013      | Wendell & Vinnie                       | Andrew            | estrella invitada 2 episodios, serie de TV Nickelodeon |  |
| 2017      | Monster Trucks                         |                   | Película                                               |  |

- Datos: Q1189585
- Multimedia: Tucker Albrizzi / Q1189585